# 타파에
타파에(루마니아어: Tapae) 또는 타파이(라틴어: Tapae)는 다키아의 정치적 중심지 사르미제게투사를 지키는 요새화된 취락이다. 이곳의 위치는 차르쿨루이산맥과 포이아나 루스커산맥 사이를 가르고 바나트와 차라 하체굴루이를 연결하는 자연 통로인 트란실바니아의 철문에 있다. 이런 점은 이곳을 남쪽에서 트란실바니아로 침입할 수 있는 몇 안 되는 지점 중 하나로 만들었다. 거기에 차라 하체굴루이 쪽으로 8km를 내려가면, 사르미제게투사 레기아가 존재한다.
디오 카시우스는 다키아 전쟁 동안 이곳에 군 진지가 있었다고 언급하였다. 이 장소에서 로마군과 다키아군 사이에 네 번의 전투가 있었다.
오늘날 이곳엔 사르미제게투사라는 코무너 내에 제이카니라는 작은 마을이 들어서 있다.